# 內維爾·亨德森
內維爾·亨德森（英語： Sir Nevile Meyrick Henderson，1882年6月10日—1942年12月30日）英国外交官，1937年至1939年担任英国驻纳粹德国大使，参与英国绥靖政策的制定，1939年9月3日，韓德森向德国下达最后通牒，要求德国停止针对波兰的军事行动，在德国无视该要求后，英国对德国宣战。随后韓德森被盖世太保逮捕，9月7日返回英国。